# Stegodyphus pacificus
Espèce
Synonymes
- Stegodyphus semadohensis Shivaji, 2013

Stegodyphus pacificus est une espèce d'araignées aranéomorphes de la famille des Eresidae.

## Distribution
Cette espèce se rencontre en Inde, au Pakistan, en Iran et en Jordanie.

## Description
Le mâle mesure 12 mm et la femelle 20 mm.

## Publication originale
- Pocock, 1900 : The fauna of British India, including Ceylon and Burma. Arachnida. London, p. 1-279 (texte intégral).